# 查塔姆鎮區 (明尼蘇達州賴特縣)
查塔姆鎮區（英語：Chatham Township）是位於美國明尼蘇達州賴特縣的一個行政鎮區。

## 歷史
查塔姆鎮區於1868年設立，得名自第一代查塔姆伯爵威廉·皮特（William Pitt, 1st Earl of Chatham）。

## 地方資料
查塔姆鎮區的面積為43.25平方千米，當中陸地面積為38.39平方千米，而水域面積為4.86平方千米。根據2020年美國人口普查的數據，當地共有人口1362人，而人口密度為每平方千米31.49人。